# Mobiler Flugfunkdienst (OR)

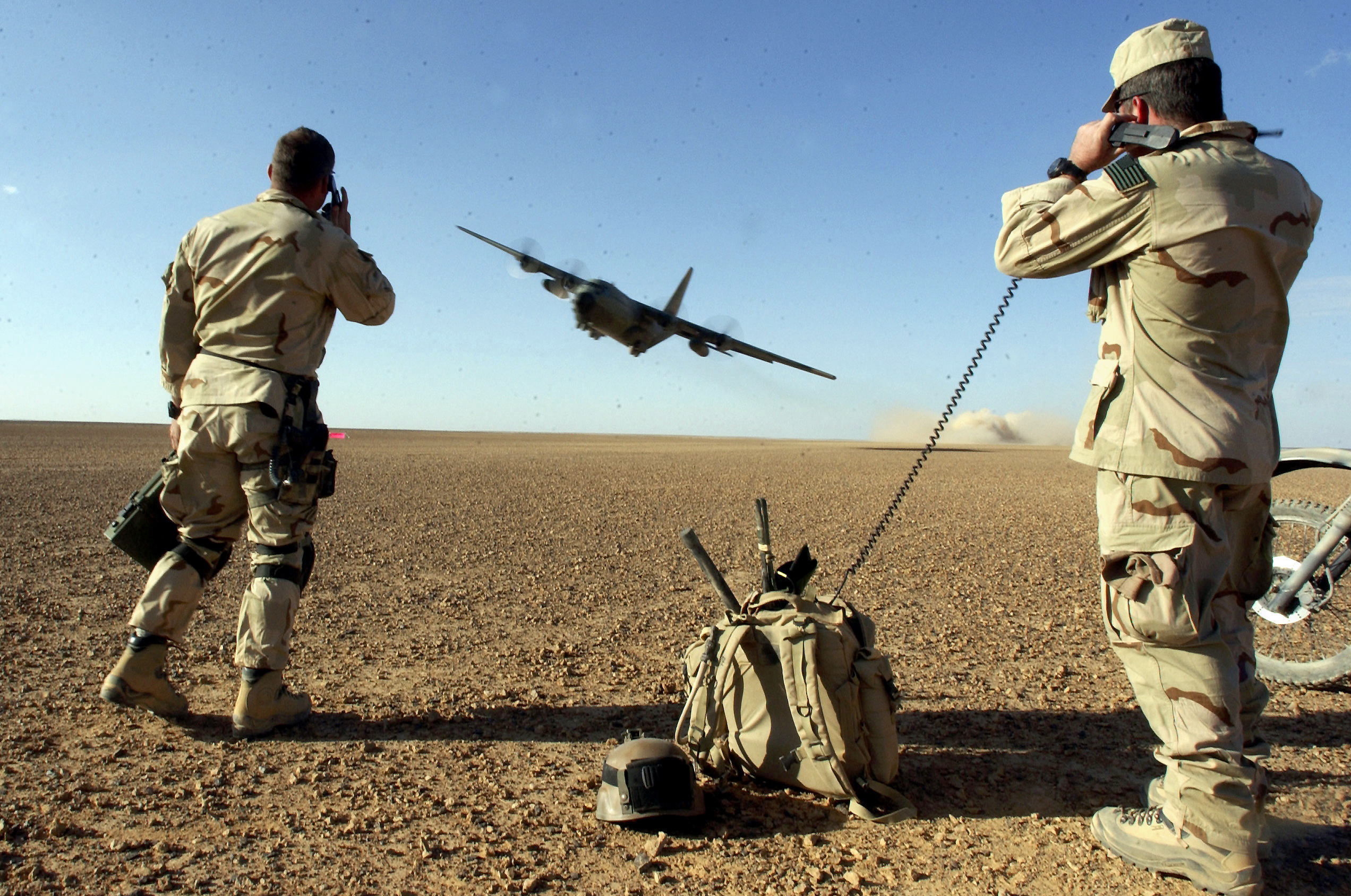
Bodenfunkstelle des Mobilen Flugfunkdienstes (OR) in Afghanistan

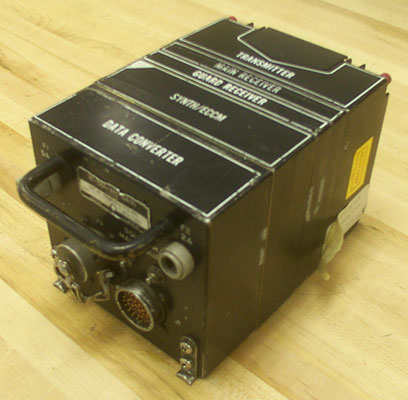
Militärisches UHF-Flugfunkgerät AN/ARC-164 Have Quick II

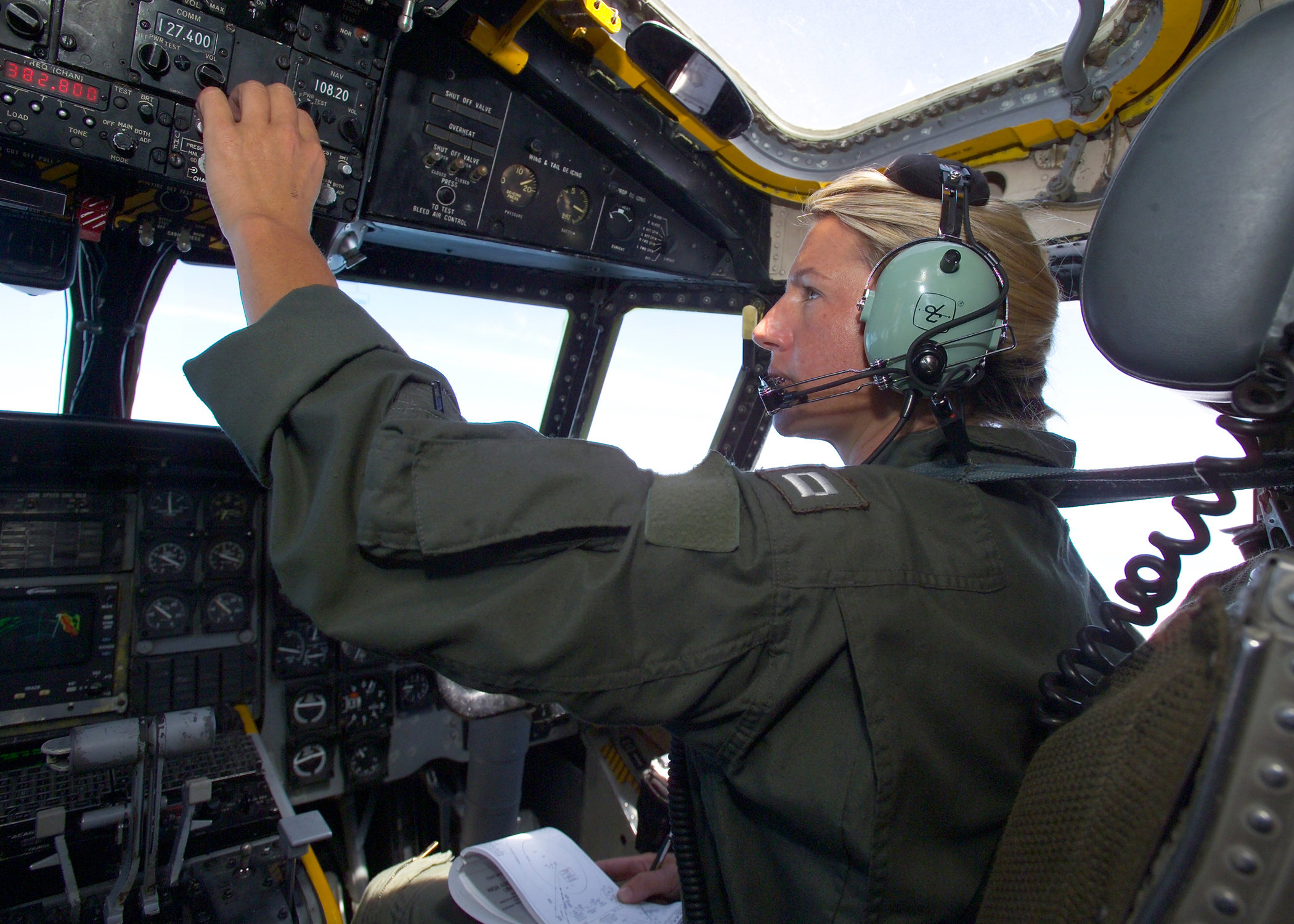
UHF- und VHF-Funkgeräte in einer Grumman C-2 der US Navy

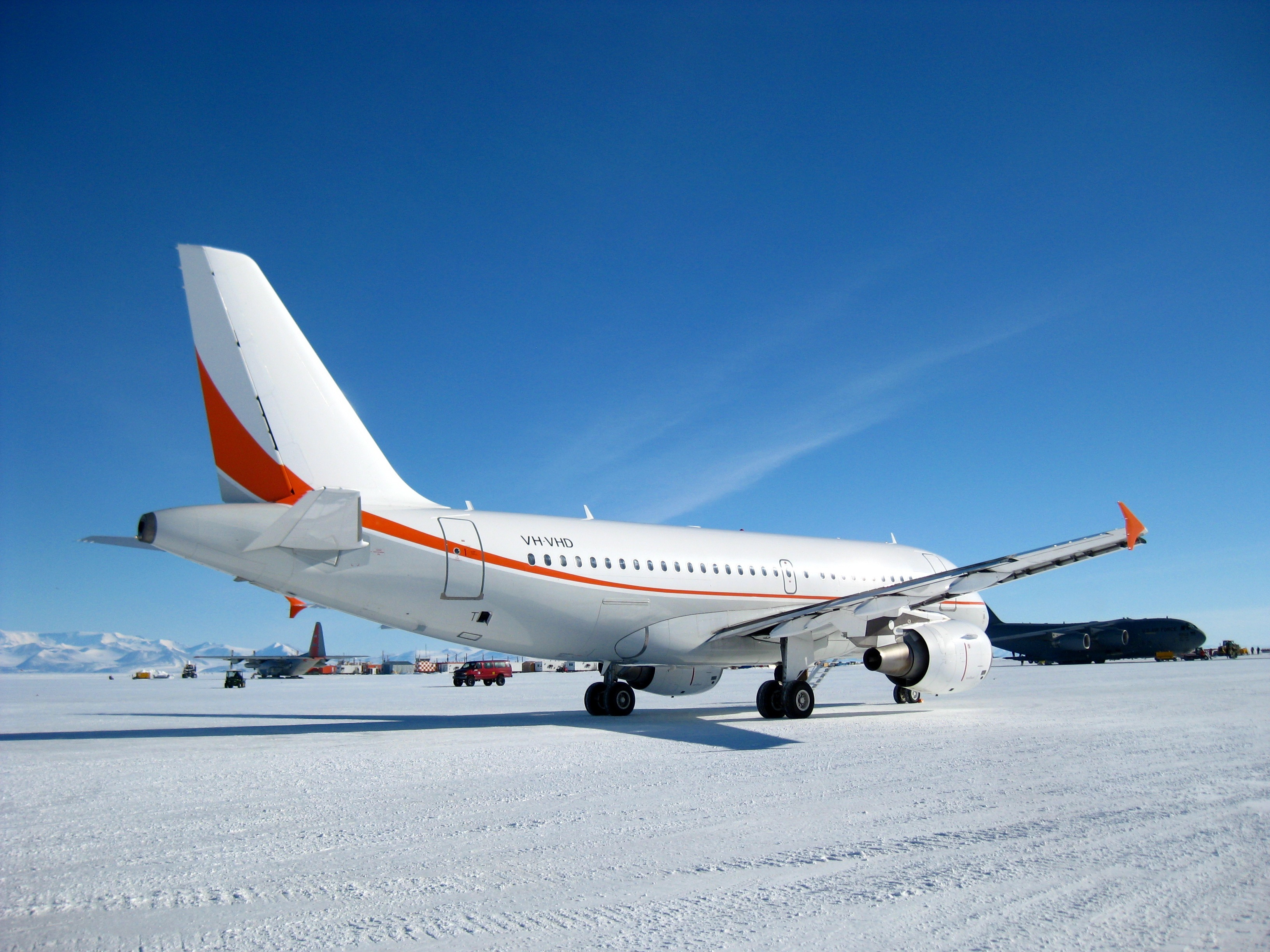
Airbus A319 auf einer Eis-Landepiste in der Antarktis

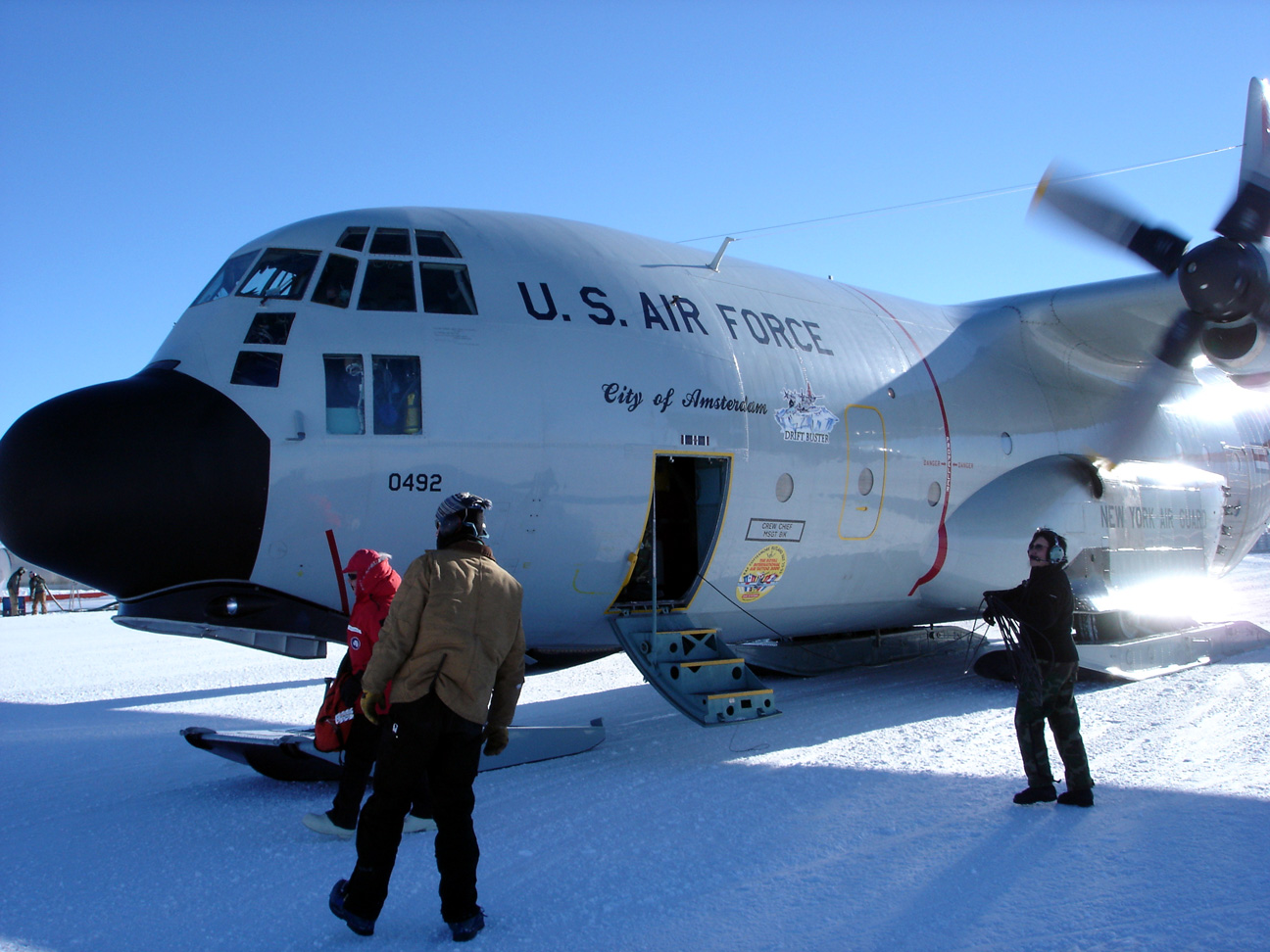
Frachtflugzeug der US-Luftwaffe am Südpol

Der Mobile Flugfunkdienst (OR), früher Beweglicher Flugfunkdienst (OR) oder kurz einfach Flugfunkdienst (OR)‚ ist entsprechend der Definition der Vollzugsordnung für den Funkdienst (VO Funk) der Internationalen Fernmeldeunion (ITU) ein Mobilfunkdienst der Unterkategorie Mobiler Flugfunkdienst. Die nationalen Frequenzzuweisungen an Funkdienste werden im Rahmen der Frequenzverordnung gemäß § 89 TKG von der Bundesregierung  auf  der Grundlage der international vereinbarten Frequenzbereichszuweisungen gemäß Artikel 5 der Radio Regulations der ITU festgelegt und durch Frequenzverordnung (FreqV)  durch das Bundesministerium für Digitales und Verkehr (BMDV) herausgegeben.
Es handelt sich hierbei in der Regel um einen Funkdienst zwischen militärischen Bodenfunkstellen und Luftfunkstellen oder zwischen militärischen Luftfunkstellen unter sich, an dem auch militärische Rettungsgerätfunkstellen teilnehmen dürfen. In Deutschland werden zusätzlich auch einige zivile Bodenfunkstellen durch die Deutsche FlugSicherungs GmbH  (DFS) zur Kontrolle von militärischen Luftfahrzeugen betrieben, z. B. APP Langen Radar 253,425 MHz. OR (Off-Route) steht für Flüge außerhalb ziviler Flugverkehrsrouten.

## Militärischer Mobiler Flugfunkdienst (OR)
Für den rein militärischen Mobilen Flugfunk (OR), auch militärischer UHF-Flugfunk, wird in NATO-Europa das harmonisierte UHF-Frequenzband 225–400 MHz genutzt. Der für Gleitwegsender des Instrumentenlandesystems genutzte Frequenzbereich 328,6 bis 355,4 MHz wird vom militärischen Flugfunk ausgespart. Die NATO-Luftstreitkräfte verwenden im UHF-Band überwiegend Boden- und Luftfunkstellen der Gerätefamilie Have Quick und SATURN.
In Russland und einer Reihe ehemaliger Ost-Block-Länder steht das Frequenzband 210–380 MHz zur Verfügung. Die mit russischer Flugfunktechnik ausgerüsteten Luftstreitkräfte verwenden Boden- und Luftfunkstellen der Gerätefamilie R-863. Die deutsche Luftwaffe nutzt Restbestände R-863M der ehemaligen NVA in DASDIPS.

## Frequenzbereiche
Diesem Funkdienst stehen laut VO Funk in der ITU-Region 1 und insbesondere auf deutschem Hoheitsgebiet u. a. folgende Frequenzbereiche zur Verfügung:
| Frequenzzuweisung an Funkdienste gem. Frequenzverordnung* (FreqV) und VO Funk (primäre Zuweisungen in Versalschrift): | Frequenzzuweisung an Funkdienste gem. Frequenzverordnung* (FreqV) und VO Funk (primäre Zuweisungen in Versalschrift): | Frequenzzuweisung an Funkdienste gem. Frequenzverordnung* (FreqV) und VO Funk (primäre Zuweisungen in Versalschrift): | Frequenzzuweisung an Funkdienste gem. Frequenzverordnung* (FreqV) und VO Funk (primäre Zuweisungen in Versalschrift): | Frequenzzuweisung an Funkdienste gem. Frequenzverordnung* (FreqV) und VO Funk (primäre Zuweisungen in Versalschrift): |
| Deutschland | Deutschland | Deutschland | | |
| Nr. | Frequenzbereich [kHz]                                                                                                 | Dienst | Nutzer | Bemerkung |
| --- | --- | --- | --- | --- |
| 55 | 3 025–3 155 | Mobiler Flugfunkdienst (OR)                                                                                           | ziv., mil. | ziv. – zivile Nutzer mil. – militärische Nutzer Fußnoten: 2 5                                                         |
| 61 | 3 900–3 950 | Mobiler Flugfunkdienst (OR)                                                                                           | ziv., mil. | 2 5 |
| 68 | 4 700–4 750 | Mobiler Flugfunkdienst (OR)                                                                                           | ziv., mil. | 2 5 |
| 69 | 4 750–4 850 | Mobiler Flugfunkdienst (OR)                                                                                           | ziv., mil. | 2 5 |
| 76 | 5 450–5 480 | Mobiler Flugfunkdienst (OR)                                                                                           | ziv., mil. | 2 5 |
| 78 | 5 680–5 730 | Mobiler Flugfunkdienst (OR)                                                                                           | ziv., mil. | D111 D115 2 5 |
| 84 | 6 685–6 765 | Mobiler Flugfunkdienst (OR)                                                                                           | ziv., mil. | 2 5 |
| 94 | 8 965–9 040 | Mobiler Flugfunkdienst (OR)                                                                                           | ziv., mil. | 2 5 |
| 106 | 11 275–11 400 | Mobiler Flugfunkdienst (OR)                                                                                           | ziv., mil. | 2 5 |
| 115 | 13 200–13 260 | Mobiler Flugfunkdienst (OR)                                                                                           | ziv., mil. | 2 5 |
| 130 | 15 010–15 100 | Mobiler Flugfunkdienst (OR)                                                                                           | ziv., mil. | 2 5 |
| 143 | 17 970–18 030 | Mobiler Flugfunkdienst (OR)                                                                                           | ziv., mil. | 2 5 |
| 163 | 23 200–23 350 | Fester Funkdienst Mobiler Flugfunkdienst (OR)                                                                         | ziv, mil | 2 5 |
| Frequenzbereich MHz                                                                                                   | | | | |
| 210 | 138–144 | Mobiler Flugfunkdienst (OR) Mobiler Landfunkdienst                                                                    | mil. | 5 31 |

Anmerkung: In dieser aus der VO Funk stammenden Tabelle ist das oben erwähnte, für den militärischer UHF-Flugfunk genutzte Frequenzband 225–400 MHz nicht enthalten. In der VO Funk sind oft militärische Nutzungen von Frequenzen nicht erkennbar.